# HVGC-1
HVGC-1 (ang. HyperVelocity Globular Cluster) – gromada kulista wyrzucona z galaktyki M87, pierwsza superszybka gromada kulista, jaką odkryto.
Gromada porusza się z prędkością względną 2100-2300 km/s, co umożliwi jej ucieczkę zarówno z galaktyki M87, jak również z Gromady w Pannie. Tak wysoka prędkość i jej tor ruchu mogą wskazywać, że w centrum galaktyki M87 znajduje się nie jedna, ale dwie supermasywne czarne dziury, które zadziałały jak proca grawitacyjna. Obiekt odkryto podczas analizy gromad kulistych, pośród obserwacji zebranych przez obserwatorium MMT.